# Луцій Ліциній Лукулл
Луцій Ліциній Лукулл (117 до н. е. — 56 до н. е.) — давньоримський аристократ, полководець та політичний діяч. Прихильник Сулли, керував військами у 74-66 до н. е. у війні з Мітрідатом VI Євпатором, царем Понту. Еділ 79 року до н. е., претор у 77 до н. е., консул у 74 до н. е.

## Життєпис
Народився у родині римських аристократів. Його дід був консулом у 151 до н. е., батько Луцій Ліциній Лукулл — намісником Сицилії у 102 до н. е., але був викритий як злодій і висланий з Риму. 
Досить рано став брати участь у політиці. Брав активну участь у Марсійській війні, де якнайкраще проявив себе. Стає найближчим прихильником Сулли, який постійно дає тому важливі доручення.
У 89-84 брав участь у Першій Мітрідатовій війні. Тут він захопив Хіос та Колофон, розбивши прихильників Мітрідата VI. Також здобув перемогу над ворожим флотом при лекті Троадський. Під наглядом Лукулла карбувалися монети на Пелопонесі, які отримали його ім'я.
Після закінчення війни Сулла доручив йому збирати штраф у 20 000 талантів, який було накладено на Азію. Тут у Лукулла проявилися такі важливі риси, як справедливість та людяність до переможених. Навіть із запеклими ворогами з м. Мітилена спочатку прагнув домовитися. Не досягши результату, хитрістю виманив мешканців з міста, розбив їх, заволодів великою здобиччю, зокрема 6 000 рабами. Помираючи, Сулла призначив Лукулла опікуватися своїм малолітнім сином.

## Війна з Мітрідатом VI Євпатором
Тільки у 74 до н. е. став консулом (разом з Марком Коттоном). Як провінцію йому призначили Цізальпійську Галію. В цей час розпочалася нова війна з царем Понту Мітрідатом Євпатором. Бажаючи очолити війська у цій війні, Лукулл став домагатися призначення його правителем Кілікії. Це вдалося досягнути завдяки допомозі коханки Цетега, який тоді фактично керував усією політикою у Римській республіці. Очоливши війну з Мітрідатом, Лукулл спочатку відновив дисципліну в армії, після чого почав успішні дії проти ворога. У 74 до н. е. завдав нищівну поразку Мітрідату VI при Халцедоні. У 73 до н. е. при Лемносі розбив флот Мітрідата на чолі з Ісідором.
Цар Понту намагався знешкодити римського полководця. Для цього організував замах на нього за допомогою свого слуги Олтака, проте ця спроба виявилася невдалою. В свою чергу Лукулл захопив Гераклею Понтійську, вдерся до Понту. Переслідуючи Мітрідата у 72 році до н. е., Луцій Лукулл завдав нової нищівної поразки військам понтійського царя при Кабірі, захопивши Малу Азію, підкоривши халдеїв, тибаренів, оволодів царством Мала Вірменія. Мітрідат VI втік до свого зятя — Тиграна II, царя Великої Вірменії. Лукулл відправив до Тиграна посланця — Аппія Клодія — з вимогою видати Мітрідата, але цар Вірменії відмовився.

## Битва при Тигранакерті
Восени 69 до н. е. 10-тисячне римське військо під командуванням Луція Ліцинія Лукулла обложило місто Тигранакерт. Але римляни були атаковані 100-тисячною армією понтійців під командуванням царя Тиграна Вірменського. Проте на самому початку битви йому не вдалося зайняти висоти, які б захистили позиції його кінноти. Цим скористався консул Лукулл, який уміло атакував понтійську кінноту з тилу і розгромив її. Після цього римські легіони напали на піхоту супротивника і також розбили її. За свідченням римських джерел, що явно перебільшували перемогу римської армії при Тигранокерті, понтійці втратили близько 100 тисяч чоловік, самі ж переможці — всього 5 (п'ять) вояків. Усіх полонених Тиграном Лукулл відпустив на волю, чим здобув значну прихильність.
Після перемоги при Тигранокерті до Лукулла приєдналися арабські царьки, племена софенців та гордієнців. В цьому ж році Лукулл завдав нової поразки вірменькій армії на річці Арзанія. Мітрідат та Тигран втекли у центральні райони Вірменії. У наступному 68 р. до н. е. переможець Лукулл рушив на чолі римської армії на столицю Вірменії Артаксату (Арташат), але його похід був невдалий. Відповідні дії Мітрідата Євпатора не примусили себе довго чекати — він перейшов зі своїми військами у наступ, відвоювавши у римлян Понт і Вірменію.
У 67 до н. е. у військах Луція Лукулла спалахнув проти нього бунт. Римські вояки були невдоволені тривалістю війни. Водночас вороги Лукулла у Римі звинуватили його у навмисному затягуванні війни й у 66 до н. е. керування римською армією надано Гнею Помпею.

## Останні роки
Повернувшись до Риму відійшов від політичної діяльності. Останні роки життя він провів у вишуканих бенкетах та розкоші. Звідси відомий вислів «лукуллів бенкет».

## Родина
- Дружина — Клавдія Пульхра Терція
  - Діти: Ліцинія
- Дружина — Сервілія
  - Діти: Марк Ліциній Лукулл